# Vụ (tổ chức chính phủ Việt Nam)
Vụ là tổ chức thuộc Bộ hoặc thuộc Tổng cục, thực hiện chức năng tham mưu tổng hợp hoặc chuyên sâu về quản lý nhà nước đối với ngành, lĩnh vực hoặc tham mưu về công tác quản lý nội bộ của Bộ.

## Khái quát
Vụ không có tư cách pháp nhân. Vụ trưởng chỉ được ký các văn bản theo ủy quyền của Bộ trưởng để hướng dẫn, giải quyết, thông báo các vấn đề liên quan đến chuyên môn, nghiệp vụ thuộc chức năng, nhiệm vụ của vụ.
Vụ hoạt động theo chế độ chuyên viên. Đối với những vụ có nhiều mảng công tác hoặc nhiều khối công việc được thành lập phòng; số phòng trong vụ được quy định tại Nghị định quy định chức năng, nhiệm vụ, quyền hạn và cơ cấu tổ chức của từng Bộ.
Việc thành lập vụ phải đáp ứng các tiêu chí sau: Có chức năng, nhiệm vụ tham mưu về quản lý nhà nước đối với ngành, lĩnh vực thuộc chức năng, nhiệm vụ của Bộ; Có phạm vi, đối tượng quản lý theo ngành, lĩnh vực. Các tiêu chí nêu trên không áp dụng đối với việc thành lập các vụ tham mưu về công tác quản lý nội bộ của Bộ.

## Danh sách các Vụ thuộc Bộ
| Bộ                                     | Vụ |
| Bộ Ngoại giao                          | 1. Vụ Châu Âu. 2. Vụ Châu Mỹ. 3. Vụ Đông Bắc Á. 4. Vụ Đông Nam Á - Nam Á - Nam Thái Bình Dương. 5. Vụ Trung Đông - Châu Phi. 6. Vụ Chính sách đối ngoại. 7. Vụ Tổng hợp kinh tế. 8. Vụ ASEAN. 9. Vụ các Tổ chức quốc tế. 10. Vụ Hợp tác kinh tế đa phương. 11. Vụ Ngoại giao văn hóa và UNESCO. 12. Vụ Luật pháp và Điều ước quốc tế. 13. Vụ Biên Phiên dịch đối ngoại. 14. Vụ Thông tin Báo chí. 15. Vụ Tổ chức cán bộ.                                                             |
| Bộ Nội vụ                              | 1. Vụ Tổ chức - Biên chế. 2. Vụ Chính quyền địa phương. 3. Vụ Công chức - Viên chức. 4. Vụ Tiền lương. 5. Vụ Tổ chức phi chính phủ. 6. Vụ Cải cách hành chính. 7. Vụ Hợp tác quốc tế. 8. Vụ Pháp chế. 9. Vụ Kế hoạch - Tài chính. 10. Vụ Công tác thanh niên. 11. Vụ Tổ chức cán bộ. |
| Bộ Tư pháp                             | 1. Vụ Các vấn đề chung về xây dựng pháp luật. 2. Vụ Pháp luật hình sự - hành chính. 3. Vụ Pháp luật dân sự - kinh tế. 4. Vụ Pháp luật quốc tế. 5. Vụ Tổ chức cán bộ. 6. Vụ Hợp tác quốc tế. 7. Vụ Con nuôi. |
| Bộ Kế hoạch và Đầu tư                  | 1. Vụ Tổng hợp kinh tế quốc dân. 2. Vụ Kinh tế địa phương và lãnh thổ. 3. Vụ Tài chính, tiền tệ. 4. Vụ Kinh tế công nghiệp, dịch vụ. 5. Vụ Kinh tế nông nghiệp. 6. Vụ Phát triển hạ tầng và đô thị. 7. Vụ Quản lý các khu kinh tế. 8. Vụ Giám sát và Thẩm định đầu tư. 9. Vụ Kinh tế đối ngoại. 10. Vụ Lao động, văn hóa, xã hội. 11. Vụ Khoa học, giáo dục, tài nguyên và môi trường. 12. Vụ Quản lý quy hoạch. 13. Vụ Quốc phòng, an ninh. 14. Vụ Pháp chế. 15. Vụ Tổ chức cán bộ. |
| Bộ Tài chính                           | 1. Vụ Ngân sách nhà nước. 2. Vụ Đầu tư. 3. Vụ Tài chính quốc phòng, an ninh, đặc biệt (Vụ I). 4. Vụ Tài chính hành chính sự nghiệp. 5. Vụ Tài chính các ngân hàng và tổ chức tài chính. 6. Vụ Hợp tác quốc tế. 7. Vụ Pháp chế. 8. Vụ Tổ chức cán bộ. |
| Bộ Công Thương                         | 1. Vụ Kế hoạch - Tài chính. 2. Vụ Khoa học và Công nghệ. 3. Vụ Thị trường châu Á - châu Phi. 4. Vụ Thị trường châu Âu - châu Mỹ. 5. Vụ Chính sách thương mại đa biên. 6. Vụ Thị trường trong nước. 7. Vụ Dầu khí và Than. 8. Vụ Tiết kiệm năng lượng và Phát triển bền vững. 9. Vụ Tổ chức cán bộ. 10. Vụ Pháp chế. |
| Bộ Nông nghiệp và Phát triển nông thôn | 1. Vụ Kế hoạch. 2. Vụ Tài chính. 3. Vụ Khoa học, Công nghệ và Môi trường. 4. Vụ Hợp tác quốc tế. 5. Vụ Pháp chế. 6. Vụ Tổ chức cán bộ. |
| Bộ Giao thông vận tải                  | 1. Vụ Kế hoạch - Đầu tư. 2. Vụ Tài chính. 3. Vụ Kết cấu hạ tầng giao thông. 4. Vụ Vận tải. 5. Vụ Pháp chế. 6. Vụ Khoa học - Công nghệ và Môi trường. 7. Vụ Hợp tác quốc tế. 8. Vụ Tổ chức cán bộ. |
| Bộ Xây dựng                            | 1. Vụ Quy hoạch - Kiến trúc. 2. Vụ Vật liệu xây dựng. 3. Vụ Khoa học công nghệ và môi trường. 4. Vụ Kế hoạch - Tài chính. 5. Vụ Pháp chế. 6. Vụ Hợp tác quốc tế. 7. Vụ Tổ chức cán bộ. |
| Bộ Tài nguyên và Môi trường            | 1. Vụ Hợp tác quốc tế. 2. Vụ Kế hoạch - Tài chính. 3. Vụ Khoa học và Công nghệ. 4. Vụ Pháp chế. 5. Vụ Tổ chức cán bộ. 6. Vụ Đất đai. 7. Vụ Môi trường. |
| Bộ Thông tin và Truyền thông           | 1. Vụ Bưu chính. 2. Vụ Khoa học và Công nghệ. 3. Vụ Kế hoạch - Tài chính. 4. Vụ Kinh tế số và Xã hội số. 5. Vụ Hợp tác quốc tế. 6. Vụ Pháp chế. 7. Vụ Tổ chức cán bộ. |
| Bộ Lao động - Thương binh và Xã hội    | 1. Vụ Bảo hiểm xã hội. 2. Vụ Bình đẳng giới. 3. Vụ Pháp chế. 4. Vụ Hợp tác quốc tế. 5. Vụ Tổ chức cán bộ. 6. Vụ Kế hoạch - Tài chính. |
| Bộ Văn hóa, Thể thao và Du lịch        | 1. Vụ Tổ chức cán bộ. 2. Vụ Kế hoạch, Tài chính. 3. Vụ Pháp chế. 4. Vụ Đào tạo. 5. Vụ Khoa học, Công nghệ và Môi trường. 6. Vụ Thư viện. 7. Vụ Văn hóa dân tộc. 8. Vụ Gia đình. |
| Bộ Khoa học và Công nghệ               | 1. Vụ Khoa học Xã hội, Nhân văn và Tự nhiên. 2. Vụ Khoa học và Công nghệ các ngành kinh tế - kỹ thuật. 3. Vụ Đánh giá, Thẩm định và Giám định công nghệ. 4. Vụ Công nghệ cao. 5. Vụ Năng lượng nguyên tử. 6. Vụ Ứng dụng công nghệ và tiến bộ kỹ thuật. 7. Vụ Kế hoạch - Tài chính. 8. Vụ Pháp chế. 9. Vụ Tổ chức cán bộ. 10. Vụ Hợp tác quốc tế. |
| Bộ Giáo dục và Đào tạo                 | 1. Vụ Giáo dục Mầm non. 2. Vụ Giáo dục Tiểu học. 3. Vụ Giáo dục Trung học. 4. Vụ Giáo dục Đại học. 5. Vụ Giáo dục thể chất. 6. Vụ Giáo dục dân tộc. 7. Vụ Giáo dục thường xuyên. 8. Vụ Giáo dục Quốc phòng và An ninh. 9. Vụ Giáo dục Chính trị và Công tác học sinh, sinh viên. 10. Vụ Tổ chức cán bộ. 11. Vụ Kế hoạch - Tài chính. 12. Vụ Cơ sở vật chất. 13. Vụ Khoa học, Công nghệ và Môi trường. 14. Vụ Pháp chế.                                                               |
| Bộ Y tế                                | 1. Vụ Bảo hiểm y tế. 2. Vụ Sức khỏe Bà mẹ - Trẻ em. 3. Vụ Tổ chức cán bộ. 4. Vụ Kế hoạch - Tài chính. 5. Vụ Pháp chế. 6. Vụ Hợp tác quốc tế. |

## Danh sách các Vụ thuộc Tổng cục
| Tổng cục Thuế                           | 1. Vụ Chính sách. 2. Vụ Pháp chế. 3. Vụ Dự toán thu thuế. 4. Vụ Tuyên truyền - Hỗ trợ người nộp thuế. 5. Vụ Kê khai và Kế toán thuế. 6. Vụ Quản lý nợ và Cưỡng chế nợ thuế. 7. Vụ Quản lý thuế Doanh nghiệp nhỏ và vừa và Hộ kinh doanh, cá nhân. 8. Vụ Hợp tác Quốc tế. 9. Vụ Tổ chức cán bộ. 10. Vụ Tài vụ - Quản trị. |
| Tổng cục Dự trữ Nhà nước                | 1. Vụ Chính sách và Pháp chế. 2. Vụ Kế hoạch. 3. Vụ Khoa học và Công nghệ bảo quản. 4. Vụ Quản lý hàng dự trữ. 5. Vụ Tổ chức cán bộ. 6. Vụ Tài vụ - Quản trị. 7. Vụ Thanh tra - Kiểm tra. |
| Tổng cục Hải quan                       | 1. Vụ Pháp chế. 2. Vụ Hợp tác quốc tế. 3. Vụ Tổ chức cán bộ. 4. Vụ Thanh tra - Kiểm tra. |
| Tổng cục Quản lý thị trường             | 1. Vụ Tổ chức cán bộ. 2. Vụ Tổng hợp - Kế hoạch - Tài chính. 3. Vụ Chính sách - Pháp chế. 4. Vụ Thanh tra - Kiểm tra. |
| Tổng cục Thống kê                       | 1. Vụ Phương pháp chế độ và Quản lý chất lượng thống kê. 2. Vụ Thống kê Tổng hợp và Phổ biến thông tin thống kê. 3. Vụ Hệ thống Tài khoản quốc gia. 4. Vụ Thống kê Nông, Lâm nghiệp và Thủy sản. 5. Vụ Thống kê Công nghiệp và Xây dựng. 6. Vụ Thống kê Thương mại và Dịch vụ. 7. Vụ Thống kê Giá. 8. Vụ Thống kê Dân số và Lao động. 9. Vụ Thống kê Xã hội và Môi trường. 10. Vụ Thống kê nước ngoài và Hợp tác quốc tế. 11. Vụ Tổ chức cán bộ. 12. Vụ Kế hoạch tài chính. 13. Vụ Pháp chế và Thanh tra thống kê.                                             |
| Tổng cục Giáo dục nghề nghiệp           | 1. Vụ Đào tạo chính quy. 2. Vụ Đào tạo thường xuyên. 3. Vụ Nhà giáo. 4. Vụ Cơ sở vật chất và thiết bị. 5. Vụ Công tác học sinh, sinh viên. 6. Vụ Kỹ năng nghề. 7. Vụ Tổ chức cán bộ. 8. Vụ Kế hoạch - Tài chính. 9. Vụ Pháp chế - Thanh tra. |
| Tổng cục Thi hành án dân sự             | 1. Vụ Quản lý, chỉ đạo nghiệp vụ thi hành bản án, quyết định dân sự, kinh tế, lao động, hôn nhân gia đình, trọng tài thương mại (Vụ nghiệp vụ 1). 2. Vụ Quản lý, chỉ đạo nghiệp vụ thi hành bản án, quyết định phá sản; phần dân sự, tiền, tài sản, vật chứng trong bản án, quyết định hình sự và quyết định xử lý vụ việc cạnh tranh có liên quan đến tài sản (Vụ Nghiệp vụ 2). 3. Vụ Quản lý Thi hành án hành chính, thống kê và dữ liệu thi hành án (Vụ Nghiệp vụ 3). 4. Vụ Giải quyết khiếu nại, tố cáo. 5. Vụ Tổ chức cán bộ. 6. Vụ Kế hoạch - Tài chính. |
| Tổng cục Tiêu chuẩn Đo lường Chất lượng | 1. Vụ Tiêu chuẩn. 2. Vụ Đo lường. 3. Vụ Đánh giá hợp chuẩn và hợp quy. 4. Vụ Kế hoạch Tài chính. 5. Vụ Hợp tác quốc tế. 6. Vụ Tổ chức cán bộ. 7. Vụ Pháp chế - Thanh tra. |
| Tổng cục Khí tượng Thủy văn             | 1. Vụ Quản lý dự báo khí tượng thủy văn. 2. Vụ Quản lý mạng lưới khí tượng thủy văn. 3. Vụ Khoa học, Công nghệ và Hợp tác quốc tế. 4. Vụ Kế hoạch - Tài chính. 5. Vụ Tổ chức cán bộ. |